# فرانچسکو کوربتا

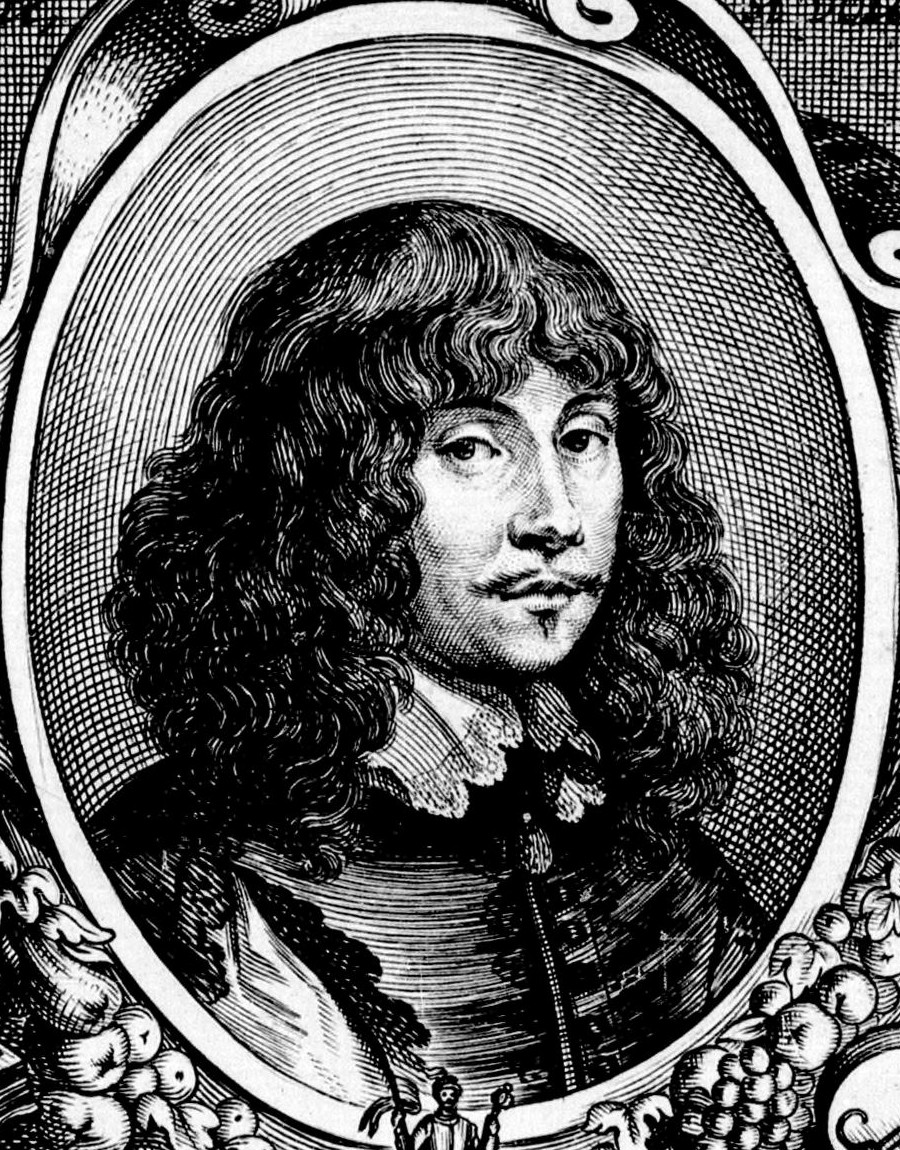
فرانچسکو کوربتا

فرانچسکو کوربتا (به ایتالیایی: Francesco Corbetta) زادهٔ حدود ۱۶۱۵ در پاویا، ایتالیا، نوازندهٔ چیره‌دست گیتار باروک سدهٔ هفدهم اهل ایتالیا بود. کوربتا در دربار بسیاری از پادشاهان اروپا از جمله چارلز دوم پادشاه انگلستان، لویی چهاردهم پادشاه فرانسه و فیلیپ چهارم پادشاه اسپانیا خدمت کرد. کوربتا علاوه بر این که از بنیانگذارانِ سبکِ «میکس» در گیتار باروک بود، به تغییر جایگاه آن کمک شایانی کرد. 
کوربتا از بااستعدادترین آهنگسازانِ باروک است. او، با خلقِ آثار و نت‌نگاریِ ماهرانه، باعثِ پیشرفتِ موسیقیِ گیتارِ باروک و تکنیک‌های مختلفِ این ساز شد. نخستینِ کتابِ او با عنوانِ De gli scherzi armonici trovati در سالِ ۱۶۳۹ به چاپ رسید. این کتاب شاملِ پاساکالیا، شاکون، فولیا، پاوان، و چند اثرِ دیگر است. او در این کتاب از نظام الفبایی برای مشخص کردنِ آکوردها به نامِ آلفابتو استفاده کرده‌است. با افزایش شهرتِ کوربتا، دومین کتابِ وی نیز با عنوانِ Vari capricci per la ghitarra spagnuola این بار در میلان به سالِ ۱۶۴۳ به چاپ رسید. او مدتی کوتاه پس از آن، به اسپانیا مهاجرت کرد. در اسپانیا قطعاتی را اجرا کرد که تا قبل از آن تصور می‌شد اجرای این قطعات بر روی گیتار باروک ناممکن است. احتمال می‌رود کتابِ سومش را در آنجا تألیف کرده باشد. کوربتا به پیشنهادِ دوک مانتوا از اسپانیا به فرانسه مهاجرت کرد. در سالِ ۱۶۴۸ چهارمین کتابش را، که به دوکِ اتریش اهدا کرد، در شهرِ بروکسل به چاپ رساند. او در سالِ ۱۶۵۲ گیتاریستِ دربار در هانوفر شد و دو سال بعد به فرانسه بازگشت. در ۱۶۶۰ به انگلستان سفر کرد و چندین سال را در آنجا گذراند. در سالِ ۱۶۷۱ کتابِ بعدیِ خود را که به چارلز یکم اهدا کرده بود، با اجازهٔ لوئی چهاردهم، در پاریس چاپ کرد.
فرانچسکو کوربتا در سال ۱۶۸۱ در ۶۶سالگی در پاریس درگذشت.